# Giovanni Antonio Burrini
Giovanni Antonio Burrini (Bologna, 25 aprile 1656 – Bologna, 5 gennaio 1727) è stato un pittore italiano, caratterizzato da uno stile tardo-barocco, rococò.
Assieme alla corrente neoveneziana seicentesca di Bologna, divenne uno degli artefici del rinnovamento della pittura della sua città, liberandola dalla tradizione accademica reniana, grazie all'introduzione degli elementi della corrente barocca.
La sua arte si caratterizzò per l'originalità, la fantasia, lo spirito genuino, lo stile intenso e travolgente, la tecnica di pennello virtuoso, il cromatismo, l'immaginazione e l'originalità nel trattamento del tema, derivati dalla scuola veneziana e da quella fiorentina di Pietro da Cortona e Luca Giordano.

## Biografia
Dopo una formazione artistica svolta come allievo di Domenico Maria Canuti, iniziò a lavorare sotto la direzione di Lorenzo Pasinelli.
Burrini fece anche un viaggio a Venezia, dove conobbe l'arte di Paolo Veronese e di Tintoretto, prima di ritornare a Bologna.
Ben presto strinse amicizia e collaborò con Giuseppe Maria Crespi, con il quale condivise uno studio.
Ai suoi esordi, Burrini dipinse una Adorazione dei Magi (1681) per monsignor Ratti, e un Martirio di santa Vittoria (1683) per la cappella del duomo di Mirandola. 
Negli affreschi di villa Albergati a Zola Predosa eseguiti tra il 1681 e il 1685, Burrini si lasciò influenzare dagli spunti decorativi di Luca Giordano presentati al palazzo Riccardi di Firenze. La stessa fonte di ispirazione guidò il pittore nella realizzazione della pala di Monghidoro con l'Immacolata fra i santi Petronio e Dionigi.
Burrini si trasferì a Torino nell'anno 1688, insieme con Tommaso Aldrovandini, per lavorare alla cappella della chiesa de' Padri Scalzi.
Il Davide in San Salvatore e gli affreschi a sfondo mitologico in palazzo Alamandini-Pini realizzati nel 1690, pur sembrando contrapporsi al revival neoguercinesco ed alla sua visione più naturale, portarono Burrini alla ricerca di ripetere idee e temi decorativi della sua prima fase, come accadde nel Martirio di santa Caterina.
Divenne un rivale di Sebastiano Ricci.
Dipinse a Torino per la famiglia Carignano e Novellara,
e insieme ad altri artisti, tra cui, Giuseppe Maria Crespi, Marcantonio Chiarini, Cesare Pronti, Ercole Gaetano Bertuzzi, Tommaso Aldovrandini ed Enrico Haffner, fu attivo per le case nobili bolognesi, per la famiglia Ratti, oltre che per le chiese della sua città. 
Nel 1709, è stato uno dei membri fondatori della Accademia Clementina di Bologna.
Burrini si sposò ed ebbe numerosi figli, tra i quali Barbara (nata il 3 dicembre 1700), alla quale insegnò a dipingere; la ragazza però abbandonò la casa paterna arrecando un grande dolore a Burrini.
Burrini morì a Bologna il 5 gennaio 1727.

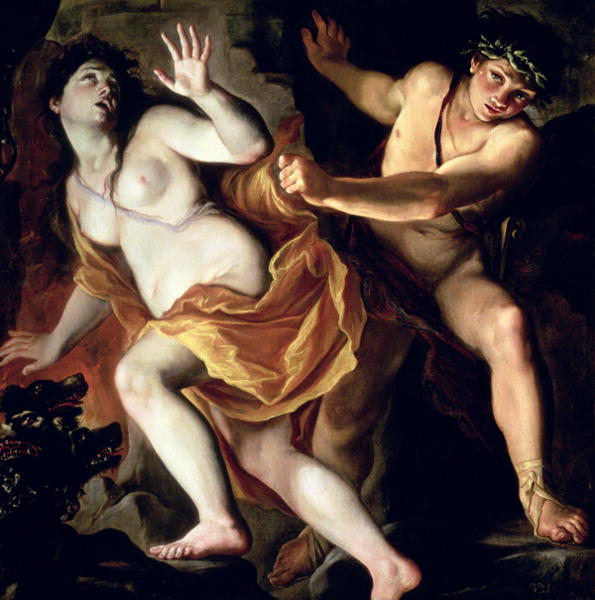
Orfeo e Euridice, Kunsthistorisches Museum, Vienna
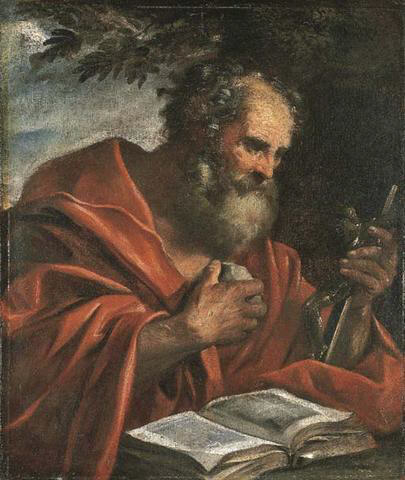
San Gerolamo, Pinacoteca Nazionale, Bologna
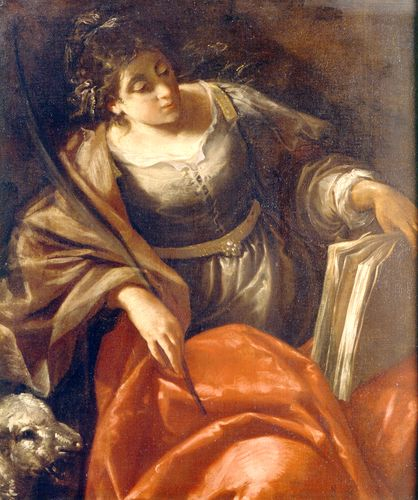
Santa Agnese, Pinacoteca Nazionale, Bologna
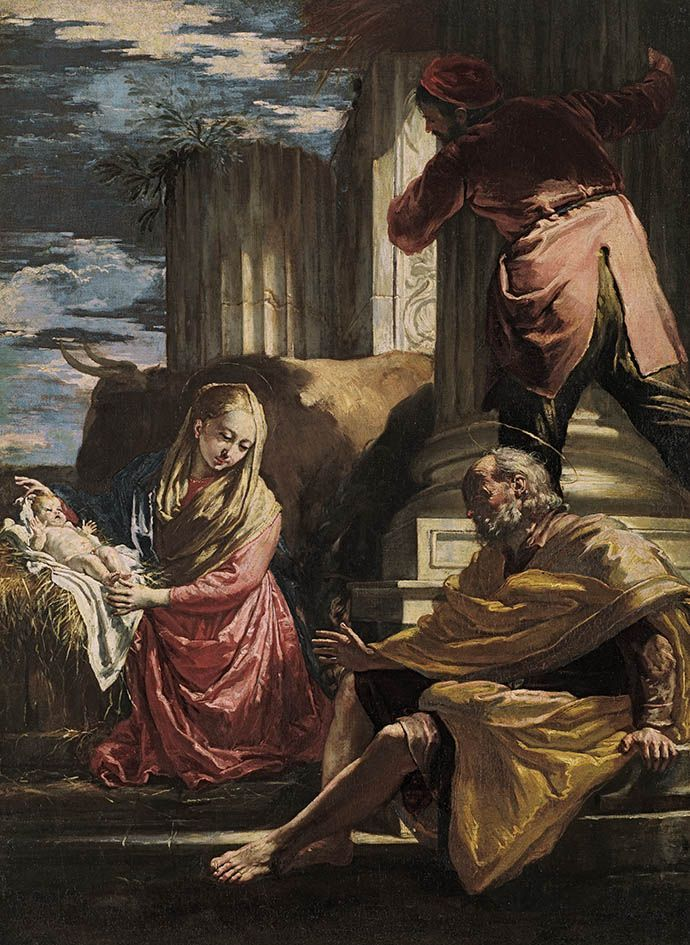
Natività, Staatsgalerie, Bamberga

## Opere
- Giuseppe interpreta i sogni (Varsavia)
- Sansone e Dalilah
- Martirio di Santa Vittoria
- Martirio di Santa Eufemia (1686, Chiesa S.Eufenia, Ravenna)
- Sacrificio di Isacco (Louvre, Paris)
- Orfeo e Euridice (1697)
- Martirio di Santa Caterina (Santa Caterina di Saragozza, Bologna)
- Adorazione dei Magi (Fogg Art Museum, Cambridge, Massachusetts)
- Bacco
- Gesù, San Giuseppe, e tre santi (Louvre)
- Susanna e i Vecchioni (Pinacoteca Nazionale di Bologna, già collezioni Barbazza e, in seguito, Ranuzzi)
- Erminia fra i pastori (Bologna, Pinacoteca Nazionale)